# Spoorlijn Malmö - Limhamn

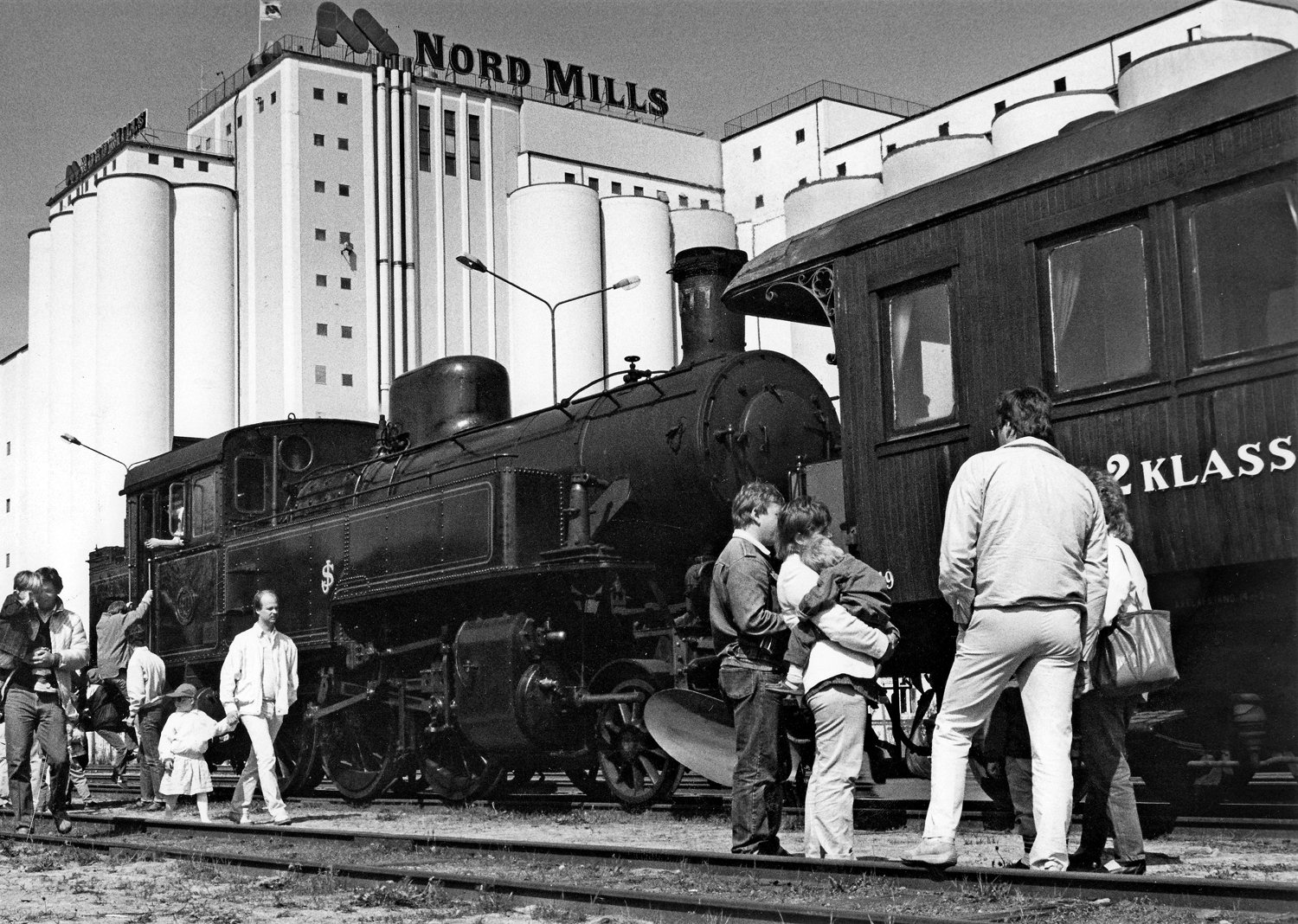
Sillabanan. Malmö–Limhamn Locomotieven en wagons op Västra station 1987.

De spoorlijn Malmö - Limhamn is een Zweedse spoorlijn, van de voormalige particuliere spoorwegonderneming Malmö-Limhamns Järnväg (afgekort: MLJ) in de provincie Skåne in het zuidwesten van Zweden. Het traject van de MLJ liep van de kalksteengroeve in Limhamn via de haven van die plaats naar het station Malmö MLJ. De spoorweg werd in de volksmond Sillabanan (Deens:Sillabanen, Nederlands: Haringbaan) genoemd, omdat de lijn gebruikt werd voor de aanvoer van vis naar Malmö van de haven van Limhamn.

## Geschiedenis
Skåne behoorde oorspronkelijk tot Denemarken maar werd bij de Vrede van Roskilde in 1658 samen met Blekinge en Halland aan Zweden afgestaan.
Omdat er veel kalksteen in de regio rond Limhamn voorkomt, kreeg Limhamn in 1622 toestemming om een kalkoven te bouwen.
Om aan de vraag naar cement te kunnen voldoen werd in 1871 het bedrijf Skånska Cementaktiebolaget opgericht
Onder leiding van de industrieel R.F. Berg werd in 1873 de eerste smalspoorlijn tussen de kalksteengroeve Anneberg en de kalkoven in Limhamn naar de haven in Limhamn in gebruik genomen. Het traject had een spoorbreedte van 891 mm.
Nadat de Skånska Cementaktiebolaget had besloten zich te concentreren op de productie van cement, werd voor het exploiteren van de spoorlijn het bedrijf Malmö-Limhamns Järnväg opgericht. In 1888 begon de bouw van een nieuwe cementfabriek in Limhamn. In 1890 werd deze fabriek op het spoorwegnet aangesloten.

### Malmö-Limhamns Järnväg
Op 10 juni 1887 stelde R.F. Berg voor om het traject te verlengen naar Malmö door middel van een normaalspoor.
De MLJ gebruikte het traject in de eerste plaats voor het vervoer van goederen, waaronder het geproduceerde cement. Ook werden in 1889 een aantal personenwagens aangeschaft. De (vierde klas) rijtuigen waren groot genoeg om ook visproducten mee te nemen naar de warenmarkt in Malmö.
Het traject van de MLJ had in 1896 een lengte van 3 km. In 1900 had het traject een lengte van 6,4 km. Daarna werd door de MLJ een aantal zijlijnen aangelegd waardoor een netwerk van spoorlijnen ontstond die in 1910 een gezamenlijke lengte hadden van 10 km. Met een lengte van 38,9 km werd in 1915 de grootste lengte van het netwerk bereikt.
Het traject werd langs de kustlijn gebouwd net als Södra stambanan. Dit bleek bijzonder kwetsbaar. Door een springvloed in 1902 werd 60% van het traject weggespoeld. Het traject werd in 1903 achter een dijk opnieuw gebouwd.
In 1915 werd het traject gebruikt om de tramlijn 4 van Malmö te verlengen naar Limhamn.
Dit leidde tijdens de jaren 1920 tot het creëren van een strand-en buitenzwembad Ribban die snel de grootste van de stad werd.
Skånska Cement AB en andere industrieën in Limhamn, maar had grote behoefte om hun goederen per spoor aan en af te voeren.
In 1945 werd het personenvervoer volledig stopgezet. In 1951 werd het personenvervoer in verband met een tramstaking tijdelijk hervat.

### Sluiting
In 1967 werd het MLJ traject tussen de kalksteen groeve en Limhamn vervangen door een ondergrondse transportband. Na de sluiting werd het 891 mm traject opgebroken en het normaal spoor traject werd in 1994 gesloten.
Hier werden gebouwd tweede nog bestaande industrieën zoals Nordmills die nog altijd gebruik van het spoor.
Na de sluiting van de productie van cement werd ook het goederenvervoer over het traject ten westen van Nordmills industrieën volledig stopgezet.
Het traject werd in 2005 opgebroken om de city tunnel te bouwen.
Er liepen discussies om het traject toe te voegen aan het netwerk van de provincie Skåne.
Inmiddels wordt het vrachtvervoer van Kockums industrieë en NordMills uitgevoerd met speciale vrachtwagens en met containers.

## Aansluitingen
In de volgende plaatsen was of is er een aansluiting van de volgende spoorwegmaatschappijen:

### Malmö
In Malmö waren vier stations voor lokale en interlokale treinen.

#### Malmö Central

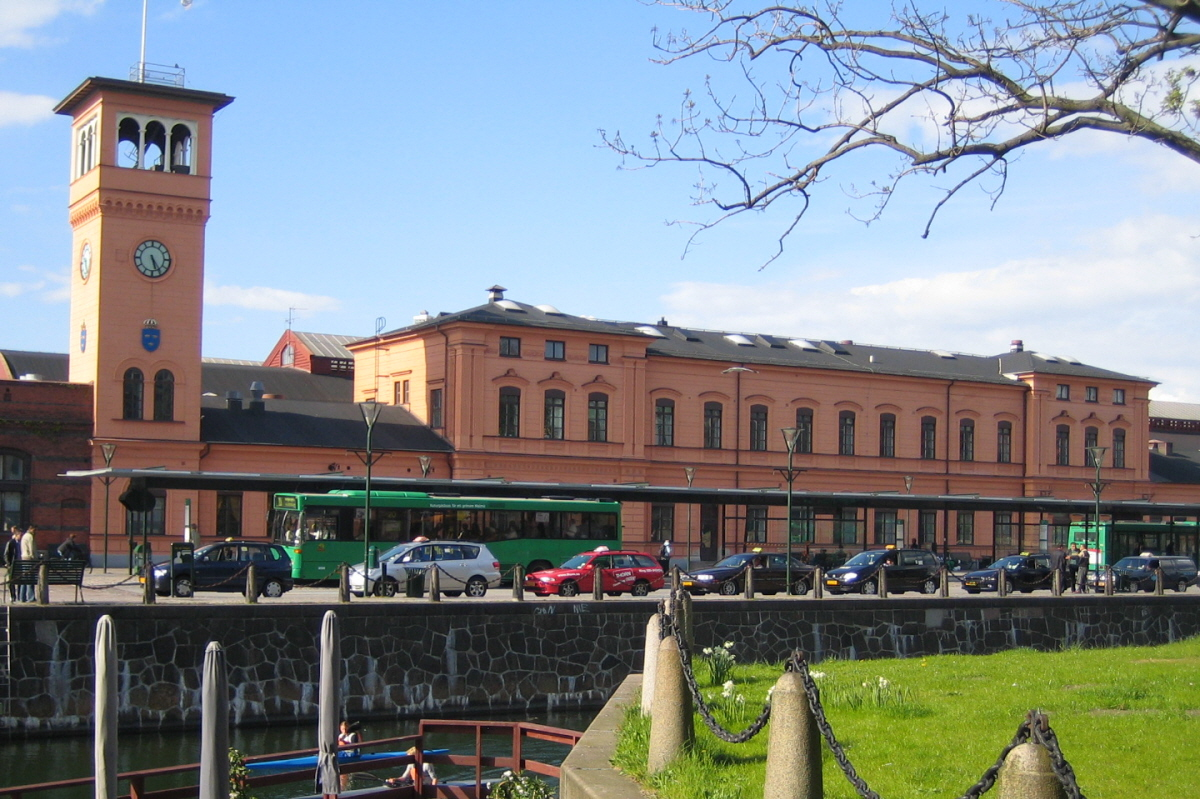
Malmö Centraalstation

Het station Malmö Central is gelegen aan de Skeppsbron was het beginpunt van de SJ spoorlijn over Lund en Falköping naar Stockholm en na 1896 de en de spoorlijn over Lund C naar Göteborg C rijden.
De architect van dit station was Folke Zettervall werd in 1856 geopend. Het station was aan de buitenzijde van de stad bij de veerhaven gevestigd.
Op 14 december 1866 werd het gebouw door een brand voor het grootste deel vernietigd. Deze werden in 1872 hersteld. Het station kreeg in 1926 de officieel naam Malmö Central
- Södra stambanan spoorlijn tussen Falköping C en Malmö C

- Malmö - Billesholms Järnväg (MBJ) spoorlijn uit Billesholm

Het traject was onderdeel van de historische Västkustbanan route.
De langeafstandstreinen worden in hoofdzaak uitgevoerd door X 2000 treindiensten van Malmö C door soms via Göteborg C naar Stockholm C rijden.
Ook is er de mogelijkheid om over te stappen Pågatågen personentreinen die geëxploiteerd worden door Skånetrafiken volgende lijnen:
- Malmö C - Ystad - Simrishamn
- Malmö C - Landskrona - Helsingborg - Ängelholm
- Malmö C - Teckomatorp - Helsingborg
- Malmö C - Lund C
- Malmö C - Höör

#### Malmö Östervärn
Het station Malmö Östervärn (vroeger Lundavägen) was het eindpunt voor de volgende trajecten:
- Malmö - Tomelilla Järnväg (MöToJ)
  - Malmö - Simmrischamn Järnväg (MSJ)
- Malmö - Genarp Järnväg (MGJ) spoorlijn uit Genarp
- Malmö - Kontinentens Järnväg (MKJ) spoorlijn uit Trelleborg

Tegenwoordig is het een halte op het traject van de Skånetrafiken naar Ystad en Simrishamn

#### Malmö Västra

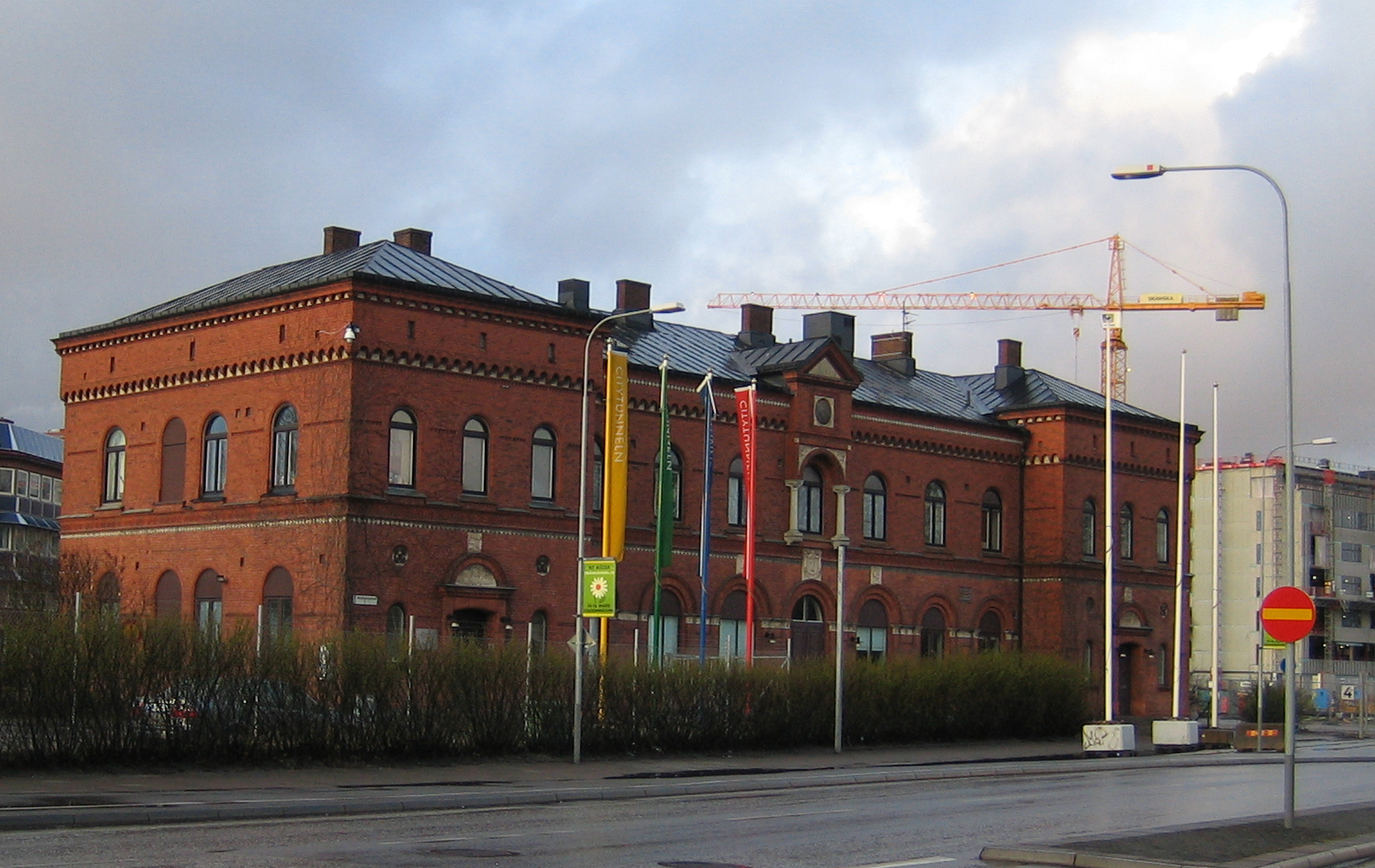
Malmö Västra

Het station Malmö Västra is gebouwd in 1874 voor de Malmö-Ystads Järnväg (MYJ) naar Ystad en vanaf 1886 ook gebruikt door de Malmö-Trelleborgs Järnväg (MTJ) naar Trelleborg was gevestigd aan de Bagers Plats. De treindiensten van de MYJ en de MTJ werden in 1955 opgeheven en werd het station Södervärn het beginpunt van deze lijnen. Het station is momenteel in gebruik als kantoor voor de Citytunnelprojektet.
Het station moet niet verwisseld worden met het Malmö-Limhamns Järnväg (MLJ) station.
Het station Malmö Västra was het eindpunt voor de volgende trajecten:
- Malmö - Ystads Järnväg (MYJ) spoorlijn uit Ystad
- Malmö - Trelleborgs Järnväg (MTJ) spoorlijn uit Trelleborg

#### Malmö MLJ
Het Malmö-Limhamns Järnväg (MLJ) station naar Limhamn was gelegen aan de Bassängkajen. Dit station is in 1960 afgebroken.
Het station Malmö MLJ was het eindpunt voor het traject:
- Malmö - Limhamns Järnväg (MLJ) spoorlijn uit Limhamns

## Genationaliseerd
De MLJ werd niet door de staat genationaliseerd.

## Elektrische tractie
Het traject tussen de kalkgroeve en de kalkoven werd geëlektrificeerd.